# 칠보중학교 (전북)
칠보중학교(七寶中學校)는 대한민국 전북특별자치도 정읍시 칠보면 와우리에 있는 공립 중학교이다.

## 학교 연혁
- 1951년 1월 15일 : 고현중학교 설립
- 1951년 11월 5일 : 고현중학교 개교
- 1961년 2월 10일 : 칠보중학교로 교명 변경
- 1977년 8월 1일 : 중(21학급), 고(12학급) 분리
- 1983년 12월 24일 : 현 교사로 이전
- 2022년 3월 1일 : 제31대 이복임 교장 부임
- 2024년 1월 3일 : 제71회 15명 졸업 (총 9,622명)

## 참고 자료
- 칠보중학교 - 한국교육학술정보원 학교알리미